# Perugaian
Perugaian is een bestuurslaag in het regentschap Kaur van de provincie Bengkulu, Indonesië. Perugaian telt 597 inwoners (volkstelling 2010).